# Жолудниця
Жолудни́ця, або вовчок садовий, соня садова (Eliomys Wagner, 1843) — рід гризунів з підродини Соневі (Leithiinae) родини вовчкових (Gliridae).

## Родинні стосунки
Рід є близьким до родів Соня (Dryomys Thomas, 1906), Мишовида соня (Myomimus), з якими разом формує підродину соневих (Leithiinae), до якої тяжіють також рід Селевінія (Selevinia) та рід ліскулька (Muscardinus).

## Тип і видовий склад
Типовим видом роду жолудниця (Eliomys Wagner, 1843) є Eliomys quercinus.
Рід включає три види:
- Eliomys melanurus — жолудниця азійська, або пустельна
- Eliomys quercinus — жолудниця європейська, або «садкова»
- Eliomys munbyanus — жолудниця магрибська, або африканська

## Поширення

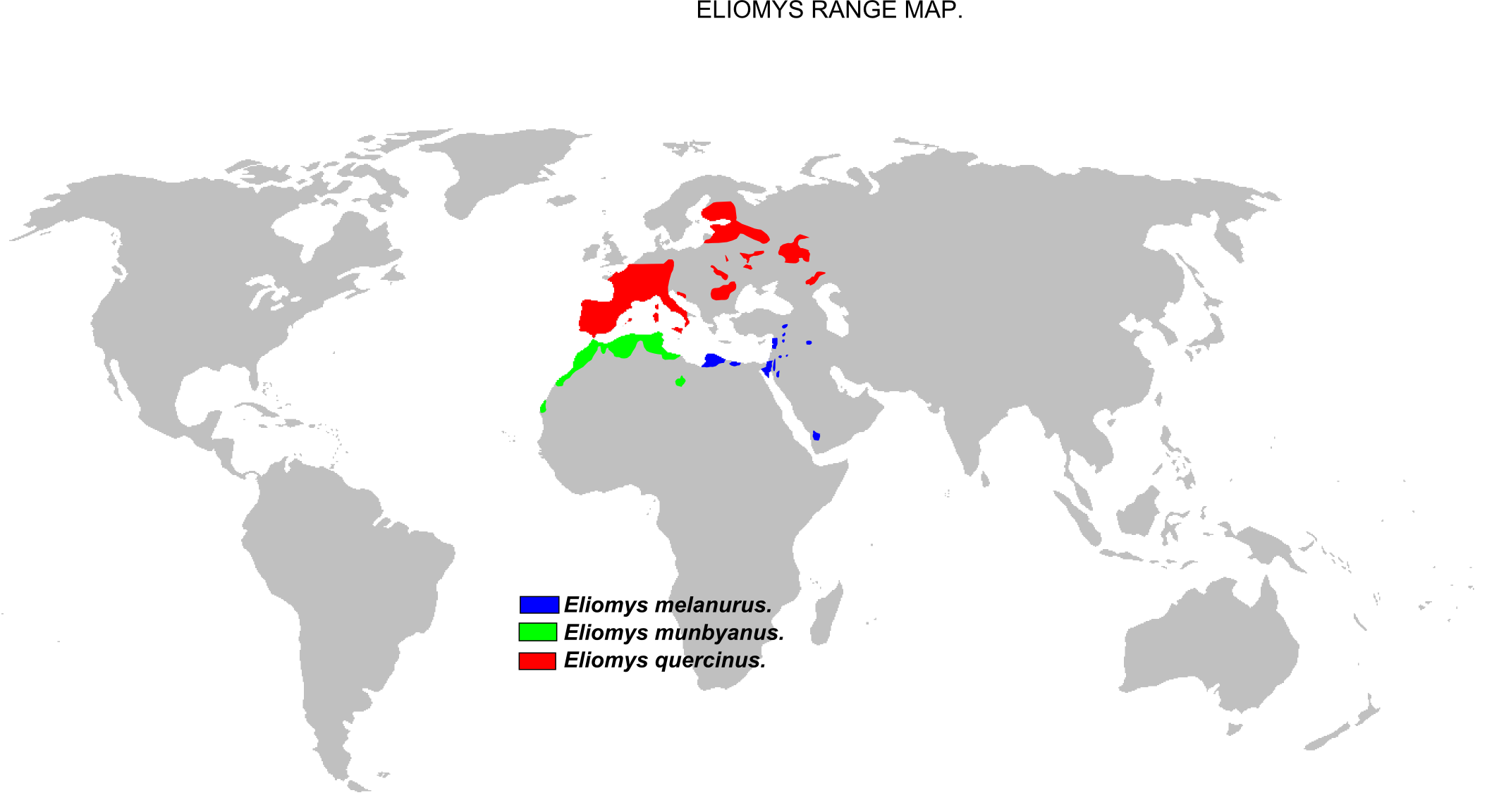
Поширення жолудниць (Eliomys)

Всі види жолудниць э алопатричними, і жодних ознак чи причин перекривання їхніх ареалів не існує.
В Україні відомі знахідки одного виду — жолудниці європейської, проте всі вони нечисельні і давні (від кінця 19 ст. до 1970-80 років).

## Етимологія
Eliomys походить від грецького eleios — грецька назва котрогось із вовчкових (Gliridae) і дав.-гр. μῦς — «миша».